# 並木紀子
並木 紀子（なみき のりこ、女性、1981年2月10日 - ）は、日本のプロレスラー。身長160cm、体重63kg。埼玉県大宮市（現：さいたま市）出身。

## 経歴
1998年3月21日、SPWF・埼玉・川本町農業者トレーニングセンターにおいて対千春戦でデビュー。なおDDT所属とコールされたが、DDTには一度も出ていない。
以後、SPWF、SGP、CROWN、国際プロレスプロモーション、NEO女子プロレスなどに2005年ごろまで参戦。
2013年に入りキャットファイトのCPEに上がっている。

## 得意技
- のんのんクラッチ
- ヒップアタック
- バックドロップ